# Jeffrey Konvitz
Jeffrey Konvitz es un escritor y productor de cine, nacido en 1944 en Nueva York. Realizó sus estudios en Cornell y en la Escuela de Leyes de la Universidad de Columbia. Es conocido por escribir la novela El centinela, publicada en 1974. Debido al éxito de la novela, se realizó la película de la misma en 1977, la cual Konvitz produjo y realizó el guion. 

## Vida personal
Se casó con Vicki Peters en 1980, pero se divorciarion luego de tener una hija, Kristen Nicole (nacida en 1983). Más tarde, se casó con Jillian McWhirter en 1998 (con quien continúa casado) y fue padre de una segunda hija, Katherine Arielle (nacida en 2002).

## Obras

### Novelas
- El centinela, 1974
- El guardián (1979, secuela de El centinela)
- Apocalipsis, 1979
- Monstruo: una historia del Lago Ness, 1982

### Guiones
- El centinela, 1977
- Gorp (película), 1980

### Como productor
- Silent Night, Bloody Night, 1974
- El centinela, 1977
- Gorp, 1980
- Cyborg 2, 1993
- Bolt, 1994
- Bloodsport 2, 1996
- Spy Hard, 1996
- 2001: A Space Travesty, 2000
- O Jerusalem (film), 2006